# Kyshawn George
Pour les articles homonymes, voir George.
Kyshawn Shanty Alonzo George, né le 12 décembre 2003 à Monthey dans le canton du Valais, est un joueur suisso-canadien de basket-ball évoluant au poste d'ailier et mesurant 2,01 m.

## Biographie
Kyshawn George naît le 12 décembre 2003 à Monthey. Son père Deon et son frère Jamal sont également basketteurs professionnels.
Il mesure 2,01 m ou 2,03 m.

## Carrière

### Jeunesse
Kyshawn George commence le basket-ball au BBC Monthey.
En 2019, il rejoint le centre de formation de l'Élan sportif chalonnais puis intègre l'équipe professionnelle pour la saison 2022-2023.

### Carrière universitaire
Le 17 juin 2023, il rejoint les Hurricanes de Miami à l'université de Miami, et y joue entre 2023 et 2024.

### NBA
Le 26 avril 2024, il annonce qu'il se présente à la draft 2024 de la NBA. Le 26 juin 2024, il est drafté en 24e position par les Knicks de New York, et immédiatement transféré aux Wizards de Washington,. Il est le troisième suisse drafté en NBA. Il y porte le numéro 18 car « c'est le plus petit numéro qui était disponible ».

### Équipe nationale
En décembre 2024, la mère de Kyshawn George annonce que ce dernier souhaite jouer pour le Canada.

## Statistiques

### Universitaires
| Saison    | Équipe   | Matchs | Titul. | Min./m | % Tir | % 3pts | % LF | Rbds/m. | Pass/m. | Int/m. | Ctr/m. | Pts/m. |
| --------- | -------- | ------ | ------ | ------ | ----- | ------ | ---- | ------- | ------- | ------ | ------ | ------ |
| 2023-2024 | Miami    | 31     | 16     | 22,9   | 42,6  | 40,8   | 77,8 | 3,03    | 2,16    | 0,87   | 0,35   | 7,61   |
| Carrière  | Carrière | 31     | 16     | 22,9   | 42,6  | 40,8   | 77,8 | 3,03    | 2,16    | 0,87   | 0,35   | 7,61   |

### Professionnelles

#### Saison régulière
| Saison    | Équipe     | Matchs | Titul. | Min./m | % Tir | % 3pts | % LF | Rbds/m. | Pass/m. | Int/m. | Ctr/m. | Pts/m. |
| --------- | ---------- | ------ | ------ | ------ | ----- | ------ | ---- | ------- | ------- | ------ | ------ | ------ |
| 2024-2025 | Washington | 68     | 38     | 26,5   | 37,2  | 32,2   | 75,3 | 4,19    | 2,49    | 1,00   | 0,74   | 8,68   |
| Carrière  | Carrière   | 68     | 38     | 26,5   | 37,2  | 32,2   | 75,3 | 4,19    | 2,49    | 1,00   | 0,74   | 8,68   |

## Records sur une rencontre en NBA
Les records personnels de Kyshawn George en NBA sont les suivants, :
| Type de statistique        | Saison régulière | Saison régulière         | Saison régulière |
| Type de statistique        | Record           | Adversaire               | Date             |
| -------------------------- | ---------------- | ------------------------ | ---------------- |
| Points                     | 24               | Suns de Phoenix          | 16 janvier 2025  |
| Paniers marqués            | 8                | 2 fois                   | 2 fois           |
| Paniers tentés             | 19               | Warriors de Golden State | 4 novembre 2024  |
| Paniers à 3 points réussis | 6                | 2 fois                   | 2 fois           |
| Paniers à 3 points tentés  | 17               | Warriors de Golden State | 4 novembre 2024  |
| Lancers francs réussis     | 8                | Thunder d'Oklahoma City  | 12 janvier 2025  |
| Lancers francs tentés      | 8                | Thunder d'Oklahoma City  | 12 janvier 2025  |
| Rebonds offensifs          | 3                | 2 fois                   | 2 fois           |
| Rebonds défensifs          | 8                | 2 fois                   | 2 fois           |
| Rebonds totaux             | 9                | 2 fois                   | 2 fois           |
| Passes décisives           | 8                | @ Hornets de Charlotte   | 1er mars 2025    |
| Interceptions              | 3                | 5 fois                   | 5 fois           |
| Contres                    | 5                | @ Raptors de Toronto     | 10 mars 2025     |
| Balles perdues             | 5                | Nets de Brooklyn         | 24 février 2025  |
| Minutes jouées             | 38               | Warriors de Golden State | 4 novembre 2024  |

- Double-double : 0
- Triple-double : 0

Dernière mise à jour : 11 mars 2025